# Decapterus akaadsi
Decapterus akaadsi is een straalvinnige vissensoort uit de familie van horsmakrelen (Carangidae). De wetenschappelijke naam van de soort is voor het eerst geldig gepubliceerd in 1958 door Abe.